# Reginaldo
Reginaldo, właśc. Reginaldo Ferreira da Silva – brazylijski piłkarz, grający na pozycji napastnika. 
W Serie A rozegrał 153 spotkania i zdobył 19 bramek.